# François d'Aguilon
François d'Aguilon (também d'Aguillon ou em latim: Franciscus Aguilonius) (Bruxelas, 4 de janeiro de 1567 — Tournai, 20 de março de 1617) foi um jesuíta, matemático, físico e arquiteto dos Países Baixos Espanhóis.
D'Aguilon nasceu em Bruxelas; seu pai era secretário de Filipe II da Espanha. Tornou-se jesuíta em Tournai em 1586. Em 1598 mudou-se para Antuérpia, onde ajudou a planejar a construção da igreja de São Carlos Borromeu. Em 1611, iniciou uma escola especial de matemática em Antuérpia, realizando um sonho de Cristóvão Clávio para uma escola de matemática jesuíta; em 1616, juntou-se lá a Grégoire de Saint-Vincent. Entre os geômetras notáveis educados nesta escola estão: Jean-Charles della Faille, André Tacquet, e Theodorus Moretus.
Seu livro, Opticorum Libri Sex philosophis juxta ac mathematicis utiles, ou Seis Livros de Óptica, é útil para filósofos e matemáticos. Foi publicado por Balthasar I Moretus em Antuérpia em 1613 e ilustrado pelo famoso pintor Peter Paul Rubens. Incluiu um dos primeiros estudos de visão binocular. Também deu os nomes que agora usamos para projeção estereográfica e projeção ortogonal, embora as próprias projeções provavelmente fossem conhecidas por Hiparco. Este livro inspirou as obras de Desargues e Christiaan Huygens.
Ele morreu em Antuérpia, aos 50 anos.

## Seis Livros de Óptica
Os Seis Livros de Óptica de François d'Aguilon tratam da óptica geométrica, que na época na escola jesuíta era uma subcategoria da geometria. Ele ensinou lógica, sintaxe e teologia enquanto era encarregado de organizar o ensino de geometria e ciências que seriam úteis para geografia, navegação, arquitetura e artes militares na Bélgica. Seus superiores queriam que ele sintetizasse o trabalho de Euclides, Alhazém, Vitello, Roger Bacon e outros. Embora ele tenha morrido antes de completar o livro, ele ainda consiste em seis livros aprofundados, chamados Opticorum Libri Sex.

### Percepção e o horóptero

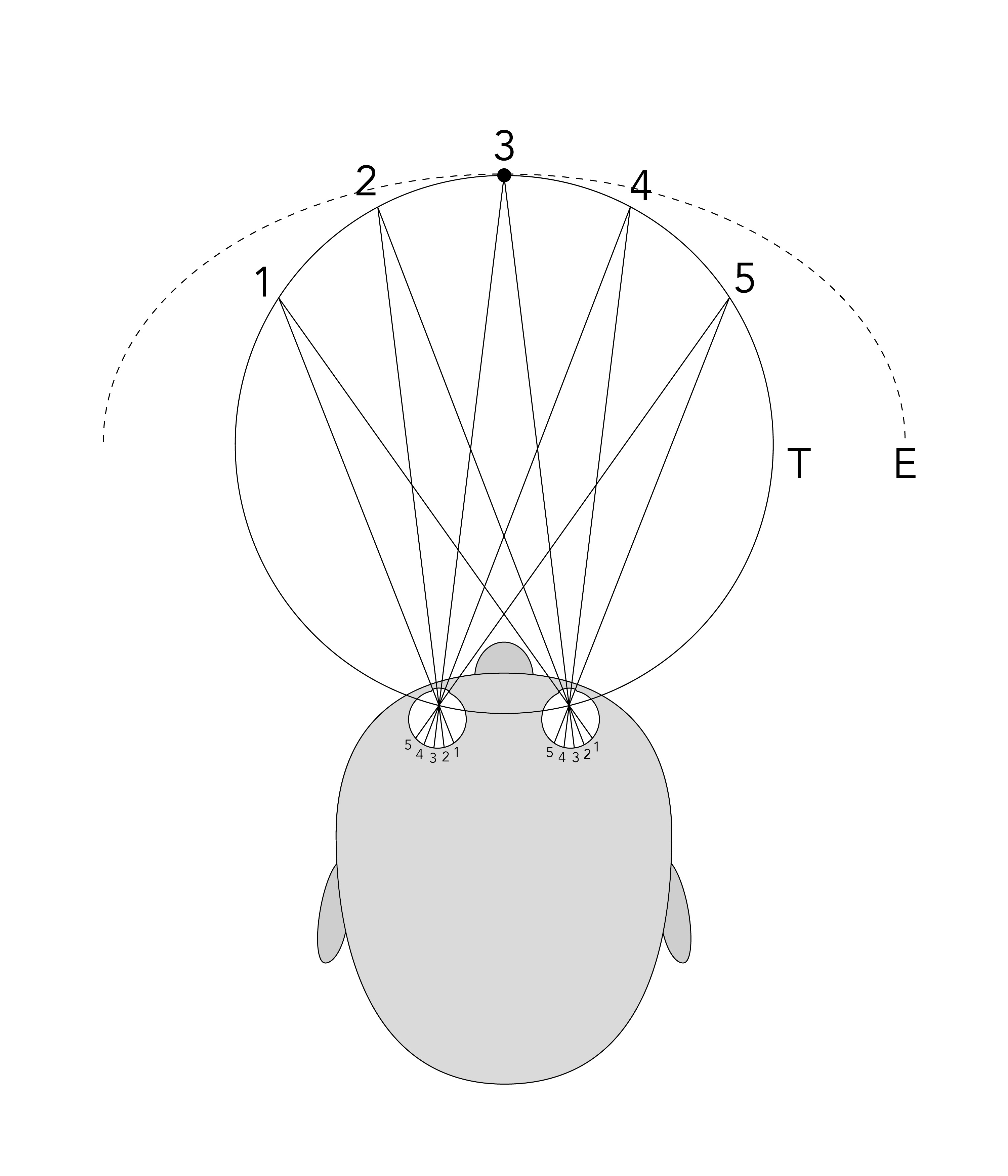
Os olhos se fixam no ponto 3. Os outros representam pontos arbitrários no “horóptero teórico” T. O “horóptero empírico” E é significativamente mais plano e largo

D'Aguilon estudou extensivamente a projeção estereográfica, que ele queria usar como meio para auxiliar arquitetos, cosmógrafos, navegadores e artistas. Durante séculos, artistas e arquitetos buscaram leis formais de projeção para colocar objetos em uma tela. O Opticorum Libri Sex de Aguilon tratou com sucesso as projeções e os erros de percepção. D'Aguillon adotou a teoria de Alhazém de que apenas os raios de luz ortogonais à córnea e à superfície do cristalino são claramente registrados. Aguilon foi o primeiro a usar o termo horóptero, que é a linha traçada através do ponto focal de ambos os olhos e paralela à linha entre os olhos. Em outras palavras, descreve como apenas os objetos no horóptero são vistos em sua verdadeira localização. Ele então construiu um instrumento para medir o espaçamento das imagens duplas no horóptero como bem entendesse.
D'Aguilon expandiu o horóptero dizendo em seu livro:

Se os objetos caem sobre raios diferentes, pode acontecer que coisas a distâncias diferentes possam ser vistas em ângulos iguais. Se o ponto C estiver diretamente oposto aos olhos, A e B, com um círculo traçado pelos três pontos, A, B e C. Pelo teorema 21 do terceiro livro de Euclides, qualquer outro ponto D em sua circunferência que esteja mais próximo do observador do que C, determinará um ângulo ADB que será igual ao ângulo ACB. Portanto, objetos em C e em D são julgados igualmente distantes do olho. Mas isso é falso, porque o ponto C está mais distante do que D. Portanto, um julgamento de distância é falso quando baseado nos ângulos entre eixos convergentes, quod erat probandum.
À primeira vista, parece que Aguillon descobriu o horóptero geométrico mais de 200 anos antes de Pierre Prévost, Gerhard Vieth e Johannes Peter Müller. O horóptero foi então utilizado pelo arquiteto Girard Desargues, que em 1639 publicou um notável tratado sobre as seções cônicas, enfatizando a ideia de projeção.

### Semelhança com outros teóricos
No livro de Aguilon há elementos de perspectivas, bem como as projeções estereográficas de Ptolomeu e Hiparco. Sem saber que Johannes Kepler já havia publicado teorias ópticas anos antes dele, Aguilon decidiu compartilhar seus insights sobre óptica geométrica. Aos 20 anos, o poeta neerlandês Constantijn Huygens leu o de Aguilon e ficou encantado com ele. Mais tarde, disse que era o melhor livro que já havia lido sobre óptica geométrica, e achava que Aguilon deveria ser comparado a Platão, Eudoxo de Cnido e Arquimedes. De fato, o título da primeira publicação de Constantijn Huygens imitou o título de Aguilon (omitindo as letras p e c): Otiorum Libri Sex (1625).

### Arte de acompanhamento
No livro de Aguilon o início de cada seção tinha obras do pintor barroco flamengo, Peter Paul Rubens. O frontispício no início do livro mostra uma águia, referindo-se ao nome de Aguilon e uma variedade de imagens ópticas e geométricas. Em ambos os lados do título está Mercúrio segurando a cabeça de Argos Panoptes com cem olhos, e Minerva segurando um escudo refletindo a cabeça de Medusa. Então, no início de cada uma das seis seções estão os desenhos de Rubens descrevendo os experimentos de Aguilon, um dos quais é a primeira imagem conhecida de um fotômetro Este é um dos seis experimentos desenhados por Rubens e mostra como a intensidade da luz varia com o quadrado da distância da fonte. O experimento foi posteriormente realizado por Marin Mersenne e outro jesuíta, Claude Dechales, e acabou levando ao fotômetro mais famoso de Pierre Bouguer. É evidente, pelo detalhe que ele colocou em seus desenhos, o quanto Rubens estava entusiasmado com o assunto, a geometria da perspectiva e as regras ópticas.

## Leituras adicionais
- Morère, J. E. (1970). «Aguilon, François d'». Dictionary of Scientific Biography. 1. Nova Iorque: Charles Scribner's Sons. p. 81. ISBN 0-684-10114-9
- Ziggelaar, August (1983), François de Aguilón S. J, 1567-1617: Scientist and Architect, ISBN 9788870413441, Bibliotheca Instituti Historici S.I., 44, Jesuit Historical Institute
- Rolf G. Kuehni (2003). «On the Source of d'Aguilon's Arc Color Mixture Diagram» (PDF)